# 艾伦·格罗弗
艾伦·格罗弗（英語：Alan Grover，1944年9月24日—2019年5月12日），澳大利亚男子赛艇运动员。他曾代表澳大利亚参加1964年、1968年和1972年夏季奥林匹克运动会赛艇比赛，其中1968年奥运会获得一枚银牌。